# Thorkild Rovsing
Niels Thorkild Rovsing (født 26. april 1862 i Flensborg, død 14. januar 1927 i København) var en dansk læge og kirurg. Han var undervisningsminister i forretningsministeriet Liebe 30. marts – 5. april 1920.
Rovsing blev læge 1885, dr.med. 1889 og var professor ved Københavns Universitet fra 1899. Han var endvidere rektor for universitetet 1919-20. Rovsing grundlagde den moderne urologi i Danmark.
Han havde privatklinik i en villa i Rosenvænget på Østerbro, det senere Institut Français. Villaen blev revet ned i 2006. Mellem Lyngbyvej og Tagensvej, langs Ringbanen, løber Rovsingsgade, der er opkaldt efter ham.
Rovsing blev Ridder af Dannebrog 1902, Dannebrogsmand 1913, Kommandør af 2. grad 1920, modtog Fortjenstmedaljen i guld 1923 og blev Kommandør af 1. grad 1926. Han er begravet på Holmens Kirkegård.
Der findes malerier af Julius Paulsen 1909 (familieeje), gentagelse 1928 (Frederiksborgmuseet). To malerier af Mogens Gad (familieeje). Maleri af Oscar Matthiesen ca. 1925 (familieeje) og af Aksel Jørgensen 1918 på Studentergaarden). Portrætteret på maleri af samme sammesteds 1929. Buster af Ludvig Brandstrup 1914 og 1927 (Rigshospitalet) og af Kai Nielsen (Studentergaarden). Tuschtegninger af Alfred Schmidt. Træsnit af
André Bork 1900 efter fotografi af Hansen & Weller. Fotografi af Frederik Riise.